# عدلة
عدلة هي قرية سورية تتبع لناحية الشدادي، منطقة الشدادي، محافظة الحسكة شمال شرق سورية، تقع على الطريق الواصل بين مدينتي الحسكة ودير الزور على ضفاف نهر الخابور شريان الجزيرة السورية. تبعد عن الحسكة حوالي 65 كيلو متر وعن دير الزور 115 كيلومتر، وتبعد عن مركز منطقة الشدادي 6 كلم  جنوباً. عمرانها قديم لا يعرف تاريخه، بيوتها متناثرة بمحاذاة الطريق العامة.

## التاريخ
كانت القرية قديما تسمى «التبني» قبل تغيير اسمها إلى «عدلة» قبل حوالي 60 سنة وعثر فيها على آثار ومقتنيات تعود إلى الممالك والحضارات التي قامت على ضفاف نهر الخابور، مثل الممالك العمورية التي يجمع المؤرخون إلى أنها قبائل بدوية عربية قديمة والقبائل العربية التي قطنت المنطقة قبل الإسلام وبعده.

## السكان
بلغ عدد سكانها 1623 نسمة حسب تعداد 2004. سكان عدلة  من العرب كباقي سكان جنوب الحسكة. أغلب السكان من عشيرة «الفليتا» إحدى عشائر قبيلة زبيد العريقة، كما تتواجد بعض العشائر العربية الأخرى.

## الاقتصاد والزراعة
تعد عدلة من القرى الزراعية حتى بعد جفاف نهر الخابور استمر أهالي القرية بالزراعة معتمدين على الآبار الجوفية. وأهم المحصولات هي القمح والشعير شتاءً، والقطن والخضروات صيفا. وتعد من أهم الموردين للخضروات وللمشتقات الحيوانية إلى مدينة الشدادي، كما ويعمل العديد من أبنائها في مجال النفط والغاز وخاصة في حقول الجبسة إحدى أهم حقول الغاز في سوريا.